# シャバめの象さん
『シャバめの象さん』（シャバめのぞうさん）は、関西テレビで2021年4月4日（3日深夜）から9月26日（25日深夜）まで毎週日曜日の1:45 - 2:15（土曜深夜）に放送されたバラエティ番組である。略称は『シャバ象』。

## 概要
アキナと見取り図が、週替わりで登場する芸人たちと共に、芸能界の頂点を目指してさまざまなテーマで対決を行い、修行していく“ディープで泥臭い”番組。番組の最後には頑張りが足りなかった人を多数決で選出し「シャバ象」を決定する。シャバ象芸人は、番組で「象」を購入する為の資金として、シャバ象貯金箱に貯金しなければならない。

## 出演者
- アキナ（秋山賢太、山名文和）
- 見取り図（盛山晋太郎、リリー）

## 放送リスト
| 2021年 | 2021年  | 2021年                                   | 2021年                                             | 2021年     | 2021年                  | 2021年                         |
| #      | 放送日  | 若手芸人                                 | 内容                                               | シャバ象   | 貯金金額（合計金額）    | 備考                           |
| ------ | ------- | ---------------------------------------- | -------------------------------------------------- | ---------- | ----------------------- | ------------------------------ |
| 1      | 4月4日  | ロングコートダディ                       | 新番組を広めよう！目標は2時間でTwitterトレンド入り | 兎         | 500円                   |                                |
| 2      | 4月11日 | 祇園                                     | 夜の遊園地で遊ぶゾウ                               | 木崎       | 200円（1516円）         | 山名も816円貯金                |
| 3      | 4月18日 | ツートライブ                             | 祝酒で飲ミュニケーション能力を養う！               | たかのり   | 1749円（3265円）        |                                |
| 4      | 4月25日 | ツートライブ                             | 夜の公園で砂遊びだゾウ                             | 周平魂     | 676円（3941円）         |                                |
| 5      | 5月2日  | ツートライブ                             | お菓子野球！シャバ象リーグ開幕だゾウ               | 山名       | 1460円（5401円）        |                                |
| 6      | 5月9日  | さや香                                   | 6人で協力して丸太を運ぶんだゾウ                    | 秋山       | 1130円（6531円）        |                                |
| 7      | 5月16日 | さや香                                   | 全力で「はりつけ」を楽しむんだゾウ                 | 山名       | 320円（6851円）         |                                |
| 8      | 5月23日 | コウテイ                                 | 力を合わせて6人連続成功するんだゾウ                | 盛山・下田 | 400円・1000円（8251円） |                                |
| 9      | 5月30日 | セルライトスパ                           | ドラム缶で遊ぶんだゾウ                             | 肥後       | 96円（8347円）          |                                |
| SP     | 5月31日 | マヂカルラブリー、ニューヨーク           | マヂラブ＆ニューヨークとフェス気分だゾウSP         | 嶋佐       | 896円（9243円）         |                                |
| 10     | 6月6日  | マユリカ                                 | ママさんに扮してレースするんだゾウ                 | 阪本       | 309円（9552円）         |                                |
| 11     | 6月13日 | ダブルアート                             | シャバいスポーツで世界記録を作るんだゾウ           | 真べぇ     | 4114円（13666円）       |                                |
| 12     | 6月20日 | からし蓮根                               | 出たい番組に備えて特訓だゾウ                       | 山名       | 1174円（14840円）       |                                |
| 13     | 6月27日 | マルセイユ                               | 全集中フットサルをするゾウ                         | 津田       | 1100円（15940円）       | ギャロップ・林も一部出演       |
| 14     | 7月4日  | ビスケットブラザーズ                     | 新しい夏の風物詩を試してみるゾウ                   | きん       | 1809円（17749円）       |                                |
| 15     | 7月11日 | なにわスワンキーズ、プードル・メラちゃん | シャバ象OP曲をレコーディングするゾウ               | こじまラテ | 455円（18204円）        |                                |
| 16     | 7月18日 | ロングコートダディ                       | 鍋の具材を賭けて水上バトルだゾウ                   | 秋山       | 350円（18554円）        | プードル・メラちゃんも一部出演 |
| 17     | 7月25日 | 滝音                                     | 怪談っぽい雰囲気で話すんだゾウ                     | さすけ     | 576円（19130円）        |                                |
| 18     | 8月1日  | 令和喜多みな実                           | 大喜利の回答をもとに討論するんだゾウ               | 盛山       | 374円（19504円）        |                                |
| 19     | 8月8日  | ニッポンの社長                           | 夏の還元祭！6人連続で成功させるんだゾウ            | ケツ       | 453円（19957円）        |                                |
| 20     | 8月15日 | 守谷日和                                 | 山名の結婚をお祝いするんだゾウ                     | なし       |                         |                                |
| 21     | 8月22日 | マユリカ                                 | アイドルグループ結成だゾウ                         | 中谷       | 702円（20659円）        |                                |
| 22     | 8月29日 | フースーヤ                               | マンガの名シーンを再現するゾウ                     | 山名       | 1130円（21789円）       |                                |
| 23     | 9月5日  | ミルクボーイ                             | みんなで楽しい夏の思い出を作るんだゾウ             | 内海       | 454円（22243円）        |                                |
| 24     | 9月26日 | ツートライブ                             |                                                    |            |                         |                                |

## スタッフ
- ナレーター：中村郁
- 演出：中井英雄（よしもとブロードエンタテインメント）
- 構成：和田義浩、堀内亮、中野貴至
- CAM：三村友昭・森本翔一（よしもとブロードエンタテインメント）
- CA：稲垣優
- MIX：徳島聡志（よしもとブロードエンタテインメント）
- EED：徳安悠治（よしもとブロードエンタテインメント）、山澤忍
- 音効：山本大輔（戯音工房）
- MA：富永まい子（よしもとブロードエンタテインメント）
- 協力：よしもとブロードエンタテインメント、レジスタx1、戯音工房、キャラ、刺繍スタジオstudio E
- 配信：向山敬子（カンテレ）
- 宣伝：姫野健太（カンテレ）
- AD：奥田香穂（よしもとブロードエンタテインメント）、河野竜一【毎週】、進藤咲和【不定期】
- ディレクター：守屋賢（よしもとブロードエンタテインメント）、滝村展宏（レジスタx1）、近藤拓也
- プロデューサー：東野和全（カンテレ）、金丸貴史・三島綾乃（吉本興業）、木村友厚（よしもとブロードエンタテインメント）
- 制作協力：吉本興業
- 制作著作：カンテレ

過去のスタッフ
- AD：大浦未来（よしもとブロードエンタテインメント）、竹谷裕介
- ディレクター：井上天翔（よしもとブロードエンタテインメント）

## エンディングテーマ
- AGE「SURE SHOT」：#1～#9
- NMB48「シダレヤナギ」：#10～#13
- 田中雄士「I'll Get It All feat. 輪入道」：#14～#19
- ReverseTokyo「ロマンティックに恋してた」：#21～